# Lindernia bampsii
Lindernia bampsii é uma espécie botânica do gênero Lindernia pertencente à família Linderniaceae.